# Bousselam
Bousselam è un comune dell'Algeria, situato nella provincia di Sétif.